# 2009–2010-es angol labdarúgó-ligakupa
A 2009–2010-es angol labdarúgó-ligakupa, vagy más néven Carling Cup az Angol Ligakupa 50. szezonja; egy kieséses rendszerű kiírás Anglia 92 profi labdarúgócsapata számára. A győztes a 2010–2011-es Európa-liga harmadik selejtezőkörében indulhat, ha nem került be egyik európai kupasorozatba sem. A címvédő a Manchester United, akik a 2008–09-es szezonban történetük során harmadszor hódították el a kupát.

## Első kör
Az első kör sorsolását 2009. június 16-án rendezték, a mérkőzéseket két héttel később, a 2009. augusztus 10-én kezdődő héten játszották.
A Newcastle United és a Middlesbrough játszott mérkőzés nélkül jutott tovább a második körbe, mint a legmagasabb helyezésű Football League-es csapat. A többi 70 másodosztályú csapat az első körben kezdte a kiírást, őket két, északi és déli csoportra osztották. Mindkét csoportban egyenlő számban vannak kiemelt és nem kiemelt csapatok. A besorolást a csapatok 2008–09-es szezonban elért helyezései döntötték el.
| #                                                    | Hazai csapat        | Eredmény | Vendég csapat        | Nézőszám |
| ---------------------------------------------------- | ------------------- | -------- | -------------------- | -------- |
| 1                                                    | Accrington Stanley  | 2 – 1    | Walsall              | 1 041    |
| 2                                                    | Huddersfield Town   | 3 – 1    | Stockport County     | 5 120    |
| 3                                                    | Rotherham United    | 2 – 1    | Derby County         | 4 345    |
| 4                                                    | Tranmere Rovers     | 4 – 0    | Grimsby Town         | 3 527    |
| 5                                                    | Sheffield Wednesday | 3 – 0    | Rochdale             | 6 696    |
| 6                                                    | Bury                | 0 – 2    | West Bromwich Albion | 3 077    |
| 7                                                    | Notts County        | 0 – 1    | Doncaster Rovers     | 4 893    |
| 8                                                    | Lincoln City        | 0 – 1    | Barnsley             | 3 635    |
| 9                                                    | Scunthorpe United   | 2 – 1    | Chesterfield         | 2 501    |
| 10                                                   | Coventry City       | 0 – 0    | Hartlepool United    | 6 055    |
| a Hartlepool United nyert 1 – 0-ra hosszabbítás után |                     |          |                      |          |
| 11                                                   | Darlington          | 0 – 1    | Leeds United         | 4 487    |
| 12                                                   | Preston North End   | 5 – 1    | Morecambe            | 5 407    |
| 13                                                   | Crewe Alexandra     | 1 – 2    | Blackpool            | 2 991    |
| 14                                                   | Carlisle United     | 1 – 0    | Oldham Athletic      | 2 509    |
| 15                                                   | Nottingham Forest   | 3 – 0    | Bradford City        | 4 639    |
| 16                                                   | Macclesfield Town   | 0 – 2    | Leicester City       | 2 197    |
| 17                                                   | Sheffield United    | 1 – 2    | Port Vale            | 7 627    |

| #                                                                         | Hazai csapat       | Eredmény | Vendég csapat          | Nézőszám |
| ------------------------------------------------------------------------- | ------------------ | -------- | ---------------------- | -------- |
| 1                                                                         | Cardiff City       | 3 – 1    | Dagenham & Redbridge   | 5 545    |
| 2                                                                         | Wycombe Wanderers  | 0 – 4    | Peterborough United    | 2 078    |
| 3                                                                         | Southampton        | 2 – 0    | Northampton Town       | 10 921   |
| 4                                                                         | Barnet             | 0 – 0    | Watford                | 3 139    |
| a Watford nyert 2 – 0-ra hosszabbítás után                                |                    |          |                        |          |
| 5                                                                         | Hereford United    | 0 – 0    | Charlton Athletic      | 2 017    |
| a Hereford United nyert 1 – 0-ra hosszabbítás után                        |                    |          |                        |          |
| 6                                                                         | Bristol Rovers     | 2 – 1    | Aldershot Town         | 3 644    |
| 7                                                                         | Millwall           | 4 – 0    | AFC Bournemouth        | 3 552    |
| 8                                                                         | Gillingham         | 2 – 1    | Plymouth Argyle        | 3 306    |
| 9                                                                         | Colchester United  | 1 – 2    | Leyton Orient          | 3 308    |
| 10                                                                        | Reading            | 5 – 1    | Burton Albion          | 5 893    |
| 11                                                                        | Exeter City        | 0 – 5    | Queens Park Rangers    | 4 614    |
| 12                                                                        | Cheltenham Town    | 1 – 2    | Southend United        | 1 918    |
| 13                                                                        | Brentford          | 0 – 1    | Bristol City           | 3 024    |
| 14                                                                        | Yeovil Town        | 0 – 4    | Norwich City           | 3 860    |
| 15                                                                        | Crystal Palace     | 2 – 1    | Torquay United         | 3 140    |
| 16                                                                        | Milton Keynes Dons | 1 – 4    | Swindon Town           | 4 812    |
| 17                                                                        | Swansea City       | 3 – 0    | Brighton & Hove Albion | 6 400    |
| 18                                                                        | Shrewsbury Town    | 3 – 3    | Ipswich Town           | 4 184    |
| az Ipswich Town nyert 3 – 3-as hosszabbítás után 4 – 2-re tizenegyesekkel |                    |          |                        |          |

## Második kör
A 13 Premier League-es csapat, akik akik nem jutottak be egy európai kupasorozatba sem, ebben a körben csatlakoztak az első kör győzteseihez, valamint a Newcastle United-hez és a Middlesbrough-hoz, akik mérkőzés nélkül jutottak tovább az első körből. A második körtől a csapatokat már nem osztották csoportokra földrajzi elhelyezkedésük szerint. A második kör sorsolását 2009. augusztus 12-én tartották, miután az első kör mérkőzéseit lejátszották. A mérkőzéseket a 2009. augusztus 24-én kezdődő héten játszották.
| #                                                                                  | Hazai csapat            | Eredmény | Vendég csapat       | Nézőszám |
| ---------------------------------------------------------------------------------- | ----------------------- | -------- | ------------------- | -------- |
| 1                                                                                  | West Bromwich Albion    | 2 – 2    | Rotherham United    | 10 659   |
| a West Bromwich Albion nyert 4 – 3-ra hosszabbítás után                            |                         |          |                     |          |
| 2                                                                                  | Norwich City            | 1 – 4    | Sunderland          | 12 345   |
| 3                                                                                  | Tranmere Rovers         | 0 – 1    | Bolton Wanderers    | 5 381    |
| 4                                                                                  | Queens Park Rangers     | 2 – 1    | Accrington Stanley  | 5 203    |
| 5                                                                                  | Bristol City            | 0 – 2    | Carlisle United     | 6 359    |
| 6                                                                                  | Leyton Orient           | 0 – 0    | Stoke City          | 2 742    |
| a Stoke City nyert 1 – 0-ra hosszabbítás után                                      |                         |          |                     |          |
| 7                                                                                  | Port Vale               | 2 – 0    | Sheffield Wednesday | 6 667    |
| 8                                                                                  | Hull City               | 3 – 1    | Southend United     | 7 994    |
| 9                                                                                  | Leeds United            | 1 – 1    | Watford             | 14 681   |
| a Leeds United nyert 2 – 1-re hosszabbítás után                                    |                         |          |                     |          |
| 10                                                                                 | Cardiff City            | 3 – 1    | Bristol Rovers      | 9 767    |
| 11                                                                                 | Portsmouth              | 4 – 1    | Hereford United     | 6 645    |
| 12                                                                                 | Crystal Palace          | 0 – 2    | Manchester City     | 14 725   |
| 13                                                                                 | Wolverhampton Wanderers | 0 – 0    | Swindon Town        | 11 416   |
| a Wolverhampton Wanderers nyert 0 – 0-s hosszabbítás után 6 – 5-re tizenegyesekkel |                         |          |                     |          |
| 14                                                                                 | Gillingham              | 1 – 3    | Blackburn Rovers    | 7 203    |
| 15                                                                                 | Blackpool               | 4 – 1    | Wigan Athletic      | 8 089    |
| 16                                                                                 | Southampton             | 1 – 2    | Birmingham City     | 11 753   |
| 17                                                                                 | Preston North End       | 2 – 1    | Leicester City      | 6 977    |
| 18                                                                                 | Newcastle United        | 4 – 3    | Huddersfield Town   | 23 815   |
| 19                                                                                 | West Ham United         | 1 – 1    | Millwall            | 24 492   |
| a West Ham United nyert 3 – 1-re hosszabbítás után                                 |                         |          |                     |          |
| 20                                                                                 | Hartlepool United       | 1 – 1    | Burnley             | 3 501    |
| a Burnley nyert 2 – 1-re hosszabbítás után                                         |                         |          |                     |          |
| 21                                                                                 | Nottingham Forest       | 1 – 1    | Middlesbrough       | 8 838    |
| a Nottingham Forest nyert 2 – 1-re hosszabbítás után                               |                         |          |                     |          |
| 22                                                                                 | Reading                 | 1 – 2    | Barnsley            | 5 576    |
| 23                                                                                 | Swansea City            | 1 – 2    | Scunthorpe United   | 7 321    |
| 24                                                                                 | Doncaster Rovers        | 1 – 5    | Tottenham Hotspur   | 12 923   |
| 25                                                                                 | Peterborough United     | 2 – 1    | Ipswich Town        | 5 451    |

## Harmadik kör
A hét Premier League-es csapat, akik a szezonban valamilyen európai kupasorozatban is indultak, ebben a körben csatlakozott a második kör győzteseihez. A harmadik kör sorsolását a második kör mérkőzéseinek lejátszása után, 2009. augusztus 29-én rendezték, a mérkőzéseket a 2009. szeptember 21-én kezdődő héten játszották.
| #                                                    | Hazai csapat        | Eredmény | Vendég csapat           | Nézőszám |
| ---------------------------------------------------- | ------------------- | -------- | ----------------------- | -------- |
| 1                                                    | Arsenal             | 2 – 0    | West Bromwich Albion    | 56 592   |
| 2                                                    | Chelsea             | 1 – 0    | Queens Park Rangers     | 37 781   |
| 3                                                    | Bolton Wanderers    | 1 – 1    | West Ham United         | 8 050    |
| a Bolton Wanderers nyert 3 – 1-re hosszabbítás után  |                     |          |                         |          |
| 4                                                    | Barnsley            | 3 – 2    | Burnley                 | 6 270    |
| 5                                                    | Hull City           | 0 – 4    | Everton                 | 13 558   |
| 6                                                    | Leeds United        | 0 – 1    | Liverpool               | 38 168   |
| 7                                                    | Manchester United   | 1 – 0    | Wolverhampton Wanderers | 51 160   |
| 8                                                    | Manchester City     | 1 – 1    | Fulham                  | 24 507   |
| a Manchester City nyert 2 – 1-re hosszabbítás után   |                     |          |                         |          |
| 9                                                    | Sunderland          | 2 – 0    | Birmingham City         | 20 576   |
| 10                                                   | Peterborough United | 2 – 0    | Newcastle United        | 10 298   |
| 11                                                   | Carlisle United     | 1 – 3    | Portsmouth              | 7 042    |
| 12                                                   | Nottingham Forest   | 0 – 1    | Blackburn Rovers        | 11 553   |
| 13                                                   | Stoke City          | 4 – 3    | Blackpool               | 13 957   |
| 14                                                   | Scunthorpe United   | 0 – 0    | Port Vale               | 3 383    |
| a Scunthorpe United nyert 2 – 0-ra hosszabbítás után |                     |          |                         |          |
| 15                                                   | Preston North End   | 1 – 5    | Tottenham Hotspur       | 16 533   |
| 16                                                   | Aston Villa         | 1 – 0    | Cardiff City            | 22 527   |

## Negyedik kör
A negyedik kör sorsolását a harmadik kör mérkőzéseinek lejátszása után, 2009. szeptember 26-án rendezték. A mérkőzéseket a 2009. október 26-án kezdődő héten játszották.
| #                                                                      | Hazai csapat      | Eredmény | Vendég csapat       | Nézőszám |
| ---------------------------------------------------------------------- | ----------------- | -------- | ------------------- | -------- |
| 1                                                                      | Blackburn Rovers  | 5 – 2    | Peterborough United | 8 419    |
| 2                                                                      | Manchester City   | 5 – 1    | Scunthorpe United   | 36 358   |
| 3                                                                      | Tottenham Hotspur | 2 – 0    | Everton             | 35 843   |
| 4                                                                      | Barnsley          | 0 – 2    | Manchester United   | 20 019   |
| 5                                                                      | Chelsea           | 4 – 0    | Bolton Wanderers    | 41 538   |
| 6                                                                      | Sunderland        | 0 – 0    | Aston Villa         | 27 666   |
| 0 – 0 hosszabbítás után; az Aston Villa nyert 3 – 1-re tizenegyesekkel |                   |          |                     |          |
| 7                                                                      | Arsenal           | 2 – 1    | Liverpool           | 60 004   |
| 8                                                                      | Portsmouth        | 4 – 0    | Stoke City          | 11 251   |

## Ötödik kör
Az ötödik kör sorsolását a negyedik kör mérkőzéseinek lejátszása után rendezik. A mérkőzéseket a 2009. november 30-án kezdődő héten játsszák.

## Elődöntő
Az elődöntő sorsolását az ötödik kör mérkőzéseinek lejátszása után rendezik. Az első mérkőzéseket 2010. január 4-én kezdődő héten játsszák, míg a visszavágókra a 2010. január 18-án kezdődő héten kerül sor.

## Döntő
A döntőt a londoni Wembley Stadionban rendezik 2010. február 28-án.